# Сокол скитник
Соколът скитник (Falco peregrinus), по-слабо известен с наименованието торхъл, е едър и мощен сокол, срещащ се и по нашите земи. По време на лов соколът скитник е в състояние да достигне скорост от около 480 km/h, което го прави най-бързият представител на животинския свят. Според „Нешънъл Джиографик“, най-високата измерена скорост на сокол скитник е 390 km/h.

## Физически характеристики
Дължина на тялото 38 – 50 cm. Размах на крилете 83 – 113 cm. Маса 580 – 1000 гр.
При този вид има възрастов и слабо изразен полов диморфизъм. Възрастните отгоре са сиво-черни (стоманеносиви) с черни препаски на опашката; подобните на бакенбарди ивици са широки и черни – при подвида „peregrinus“ те преливат в белезникавите бузи, докато при подвида „brookei“ са контрастно очертани; гърлото е бяло, гушата – кремава; останалата долна част на тялото (гърдите, коремът и оперението по краката) е ръждивокафява с многобройни черни препаски; подкрилията са бели с фини черни препасчици. Женската е по-едра от мъжкия. При младите оперението и бакенбардите са кафяви, а опашката – с кремави препаски; отдолу перата са кремави с едри тъмнокафяви петна, които образуват надлъжни ивици; най-трудно те се отличават от младите на средиземноморския сокол в светла фаза, но обикновено различията са в по-светлото тяло отдолу.

## Ловуване
Лети бързо и мощно с типичните за соколите бързи и мощни махове на крилете, последвани от планиране. Ловува, като се спуска от високо (понякога до километър) с голяма скорост. Това е най-бързото същество на Земята – при пикиране може да развие над 320 km/h, а във филм на National Geographic е измерена скорост от 390 km/h. Напада всякакви птици с размери до 2 кг. Когато ловува, обикаля определен район на голяма височина, понякога от порядъка на километри. Избира определена жертва и атакува само нея. Атаката започва, когато птицата навлезе с летене в ловния периметър. Тогава соколът скитник започва да пикира и когато наближи, забавя леко скоростта и достига жертвата по типичен за соколите начин – „на игра“ се опитва да я перне с нокти и нарани. Когато това му се удаде и жертвата му падне на земята, я доубива пак по типичния за соколите начин с удар с клюна във врата. При изобилие на други видове плячка може да промени стила си на лов и да напада животни на земята и дори на дървета.

## Биотоп
Много разпространен вид, но никъде не многоброен. Балканите са редовно зимовище на този вид, въпреки че има и единични гнездови находища тук. Среща се в почти цяла Европа. Обитава проломи, дефилета и скални масиви от морското равнище до алпийски райони. При миграции и зимуване се среща и в други биотопи.

## Защитен статус
Соколът скитник е застрашен вид в България, включен в съответната категория в „Червената книга на република България“.